# Buzzer (vervoerbewijs)
De Buzzer was een Nederlands vervoerbewijs dat werd uitgegeven door vervoerbedrijf Connexxion.
Toen de Buzzer rond 2000 werd ingevoerd was de Zomerzwerfkaart bij Connexxion later niet meer verkrijgbaar, maar nog wel geldig. In tegenstelling tot de Buzzer was de Zomerzwerfkaart bij alle stads- en streekvervoerders geldig.
Op de Buzzer, die op het laatst voor € 14 werd verkocht, konden echter één of maximaal twee personen vanaf 12 jaar met eventueel maximaal drie kinderen tot 12 jaar een dag onbeperkt met elkaar reizen, van maandag tot en met vrijdag vanaf 9.00 uur en in het weekeinde de hele dag. Ook een groep van 5 kinderen onder begeleiding van 1 volwassen beleid(st)er konden gebruikmaken van één Buzzer. Voor een groep van 10 kinderen en 2 volwassen begeleid(st)ers moesten twee Buzzers worden gekocht. Voor grotere groepen bestaat het Kids Groepsticket. 
De kaart was geldig op alle bussen, trams en treinen van Connexxion en van de dochterbedrijven OV Regio IJsselmond en Breng, maar later niet meer in Zuid-Holland en Zeeland. Ook was de Buzzer niet geldig voor vervoer over water, Niteliners, Qliners en buurtbussen en in de bussen van Hermes in Zuidoost-Brabant. In de Interliner was de Buzzer tot 9 december 2012 nog wel geldig.
Door het verliezen van steeds meer concessies door Connexxion was de kaart steeds in een kleiner gebied te gebruiken. Vanaf 8 december 2013 was de kaart alleen nog geldig in het grootste gedeelte van Noord-Holland, Flevoland en Gelderland en daarnaast nog in een gedeelte van Utrecht en een klein gedeelte van Zuid-Holland en Overijssel. 
De Buzzer was verkrijgbaar bij de chauffeurs in de bussen van Connexxion, bij de Connexxion-servicebalie en bij de AKO op station Almere Centrum en station Haarlem.